# Emmanuel Babayaro
Emmanuel Hyacinth Babayaro (Kaduna, 26 de dezembro de 1976) é um ex-futebolista nigeriano que defendeu as cores de seu país nos Jogos Olímpicos de Atlanta, em 1996, sendo campeão olímpico.

## Carreira
Atuou em apenas duas equipes: o Plateau United e o Beşiktaş, onde nem entrou em campo.
Ele é irmão mais velho do também jogador Celestine Babayaro. Emmanuel se aposentou cedo para se dedicar ao cinema.

## Ligações Externas
- Página na Fifa.com